# Charles Lucien Léandre

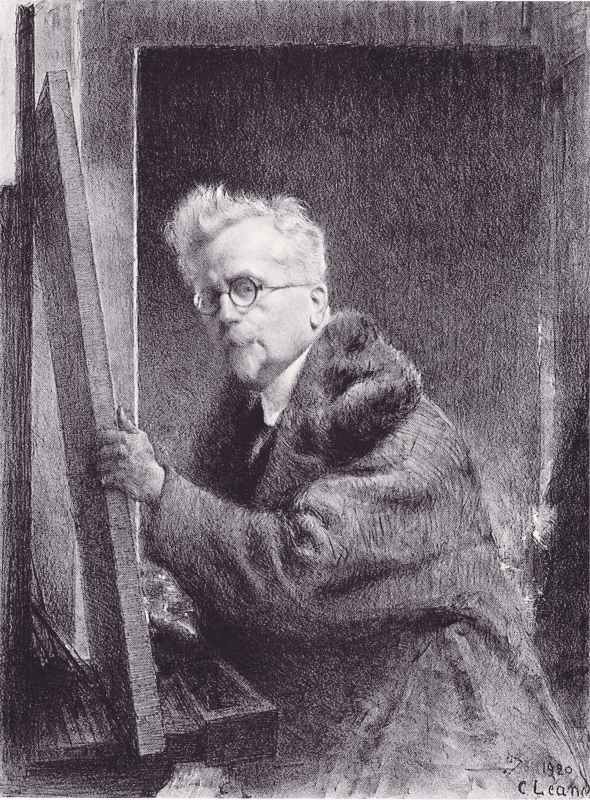
Charles Lucien Léandre

Charle Lucien Léandre (* 22. Juni 1862 in Champsecret, Département Orne; † 24. Mai 1934 in Montmartre, Paris) war ein französischer Illustrator, Karikaturist und Maler. 

## Leben
Mit 16 Jahren kam Léandre 1878 nach Paris und wurde Schüler im Atelier des Malers Émile Bin. Mit dessen Unterstützung wurde er zusammen mit seinem Kommilitonen Maurice Eliot an der École des Beaux-Arts angenommen. Er wurde dort u. a. durch Alexandre Cabanel unterrichtet. 
Ab 1887 konnte Léandre regelmäßig bei den jährlichen Ausstellungen des Salon de Paris teilnehmen. Dadurch wurde man auf ihn aufmerksam und er wurde zur Teilnahme der Weltausstellung von 1889, wie auch der von 1900 aufgefordert. Zu dieser Zeit galt Léandre bereits als einer der wichtigsten Illustratoren seiner Zeit. 
1904 war Léandre maßgeblich an der Gründung der Société des Peintres Humoristes Français beteiligt. 
Charles Lucien Léandre starb vier Wochen vor seinem 72. Geburtstag am 24. Mai 1934 in Paris und fand auf dem Cimetière de Montmartre seine letzte Ruhestätte. 

## Ehrungen
- Ritter der Ehrenlegion
- 1921 Ehrenmedaille der Société des Artistes Français
- 1925 Offizier der Ehrenlegion

## Werke (Auswahl)
Bilder
- Enfants en marin
- Les longs jours
- Paysanne normande
- La Résignée - mariée normande

Buchillustrationen
- Gustave Flaubert: Madame Bovary. Blaizot, Paris 1931.
- Ludovic Halévy: La famille Cardinale. Testard, Paris 1893.
- Edmond Haraucourt: Autre temps. Bibliophiles du Cornet, Paris 1930.